# Richard Kuremaa
Richard Kuremaa   (Tallinn, 1 de desembre de 1912 - Tallinn, 1 d'octubre de 1991) fou un futbolista estonià de la dècada de 1930.
Fou 42 cops internacional amb la selecció d'Estònia. Pel que fa a clubs, defensà els colors de JK Tallinna Kalev i Tallinna Jalgpalli Klubi.